# Edward Robson
Edward Robson (1763 - 1813 ) fue un botánico, anticuario inglés.

## Biografía
Era el hijo mayor de Thomas y de Margaret Pease; y sobrino del naturalista Stephen Robson (1741-1779). Su herbario se conserva en el "Museo Sunderland".
Fue corresponsal botánico de William Withering (1741-1799), y de Sir James E. Smith (1759-1828).
Se casó el 4 de julio de 1788, con Elizabeth Dearman (falleció el 8 de enero de 1852), teniendo dos varones y una mujer.

## Algunas publicaciones
- 1793. Plantae variores agro dunelmensi indigenae

## Honores
- En 1789 es designado asociado de la Sociedad linneana de Londres.

### Epónimos
- (Saxifragaceae) Robsonia Rchb.[2]

- La abreviatura «E.Robson» se emplea para indicar a Edward Robson como autoridad en la descripción y clasificación científica de los vegetales.[3]